# Cotoneaster tjuliniae
Cotoneaster tjuliniae är en rosväxtart som beskrevs av Antonina Ivanovna Pojarkova och G.A. Peshkova. Cotoneaster tjuliniae ingår i släktet oxbär, och familjen rosväxter. Inga underarter finns listade i Catalogue of Life.